# Герасимовка (Самарская область)
Гера́симовка — село в Алексеевском районе Самарской области России. Административный центр сельского поселения Герасимовка.

## География
Село находится в юго-восточной части Самарской области, в пределах возвышенности Общий Сырт, в степной зоне, к югу от автодороги М5, на расстоянии примерно 18 км (по прямой) к северо-востоку от села Алексеевка, административного центра района. Абсолютная высота — 193 м над уровнем моря.
Часовой пояс
Село Герасимовка, как и вся Самарская область, находится в часовой зоне МСК+1. Смещение применяемого времени относительно UTC составляет +4:00.

## Население
| 1986 | 2002 | 2010 | 2014 | 2015 |
| ---- | ---- | ---- | ---- | ---- |
| 510  | ↘389 | ↘351 | ↘279 | ↗315 |

Половой состав
По данным Всероссийской переписи населения 2010 года, в гендерной структуре населения мужчины составляли 44,7 %, женщины — соответственно 55,3 %.
Национальный состав
Согласно результатам переписи 2002 года, в национальной структуре населения русские составляли 96 % из 389 чел.

## Известные уроженцы
- Литвинов, Андрей Иванович (1900—1981) — советский военачальник, генерал-майор, Герой Советского Союза.